# 元万顷
元万顷（7世纪—690年10月2日），河南洛阳人，唐朝和武周时期的诗人、文学家、官员，参加过李世勣征高句丽，武则天将他与左史范履冰、苗神客，右史周思茂、胡楚宾等人被召入宫中任“北门学士”，参预朝政，分散宰相权力。后因与徐敬业兄弟友善，被酷吏陷害，发配岭南而死。

## 家世
元万顷出自河南元氏，是北魏景穆帝拓跋晃之子京兆王拓跋子推的后裔。祖父新安公元白泽，在唐高祖武德年间任总管。

## 生平
元万顷擅长作文章，最初出任通事舍人。唐高宗乾封元年（666年），随辽东道大总管、英国公李世勣征讨高句丽，任辽东道总管的记室。别帅冯本率大军支援裨将郭待封，因船只破损而未能按时赶达。郭待封想要写信报告李世勣，又害怕高句丽截获书信得知唐军救兵不至，就写了一首离合诗给李世勣。李世勣收到后，不知其意，大怒道：“军机如此急切，还写什么破诗？必斩了郭待封！”元万顷看了诗后，知道其中的意思，就为李世勣解释，李世勣于是息怒放过郭待封。
作为记室，元万顷受李世勣之命草拟讨伐高句丽的檄文，文章中有讥讽高句丽“不知守鸭绿之险”的句子，高句丽莫离支泉男建看到后，回书说“谨闻命矣”（知道了），立即移兵固守鸭绿江南岸，唐军被迫止步于北岸。唐高宗知道后，大怒，将元万顷流放岭南，后遇到赦免才得以回到京师，担任著作郎。
当时武皇后为了分散宰相的权利，召集元万顷、范履冰、苗神客、周思茂、胡楚宾、刘祎之兄弟等一些文人入宫中担任修撰，编撰了《列女传》、《臣轨》、《百僚新诫》、《乐书》等一千多卷书籍，又密令他们参预朝政，处理百官奏章，时人将他们称为“北门学士”。宰相们的权利被分摊，武皇后逐渐掌握大权。嗣圣元年（684年），武则天以太后临朝称制，元万顷迁任凤阁舍人（即中书舍人），不久升任凤阁侍郎。
元万顷文思敏捷，但生性豪放，不拘小节，没有儒者之风。684年九月，徐敬业、徐敬真兄弟在扬州起兵反武后，但兵败身亡。永昌元年（689年），武太后在称帝前夕为铲除李唐宗室和忠于李唐的大臣，令酷吏大肆捕杀官员，元万顷也因此前与徐敬业兄弟交好，被陷害入狱，随后发配流放岭南而死。此时同为北门学士的苗神客、胡楚宾已死，范履冰、周思茂也先后被酷吏所杀。

## 延伸阅读
[在维基数据编辑]
 在维基文库阅读此作者作品
 《舊唐書/卷190中》，出自刘昫《舊唐書》